# Samuel Benjamin Reichel
Samuel Benjamin Reichel (auch Samuel Reichel; * 7. März 1716 in Großstechau; † 9. September 1793 in Altenburg) war ein deutscher lutherischer Theologe und Gymnasiallehrer.

## Leben
Reichel war Sohn des Pfarrers Gottlieb Reichel. Er wurde zunächst in Windischleuba durch einen Hauslehrer unterrichtet. Nachdem sein Vater früh gestorben war, kam er an eine Schule in Chemnitz. Danach besuchte er das Altenburger Gymnasium. 1730 wurde er an der  Fürstenschule Pforta aufgenommen, an der er bis 1734 blieb. Anschließend ging er zum Studium der Theologie an die Universität Leipzig. Dort wurde er am 21. Februar 1743 mit der Schrift An philosophi, quos Materialistas vulgo vocamus, in Atheorum numerum referri debeant zugleich mit Christian Fürchtegott Gellert zum Magister graduiert. In der Folgezeit hielt er an der Leipziger Universität Vorlesungen.
Reichel kam als Hofmeister in das Haus des Präsidenten des Geheimenrats in Gotha von Oppel. Dort wirkte er über mehrere Jahre und ging anschließend mit dessen Sohn nach Leipzig zurück. Hier fand er insbesondere bei Johann Friedrich Christ Aufnahme. Von Leipzig folgte er 1752 einem Ruf als zweiter Professor an das Gymnasium in Altenburg. Er lehnte einen Ruf nach Eisenach ab, wurde 1765 erster Professor, 1771 Vizedirektor und schließlich 1775 wirklicher Direktor des Gymnasiums. In diesem Amt blieb er bis zu seinem Tod.
Reichel war mit der Schriftstellerin Eleonore Juliane Schubart verheiratet.

## Werke (Auswahl)
- An philosophi, quos Materialistas vulgo vocamus, in Atheorum numerum referri debeant, Leipzig 1742.
- De vero juris naturae principio, Leipzig 1743.
- De hodiernis summorum aeque principum ac clarissimorum virorum in rem scholasticam meritis, Richter, Altenburg 1771.
- Perillustri ac generosissimo Domino Wilhelmo Henrico Libero Barono A. Wolzogen, Richter, Altenburg 1781.